# Marek Jędraszewski

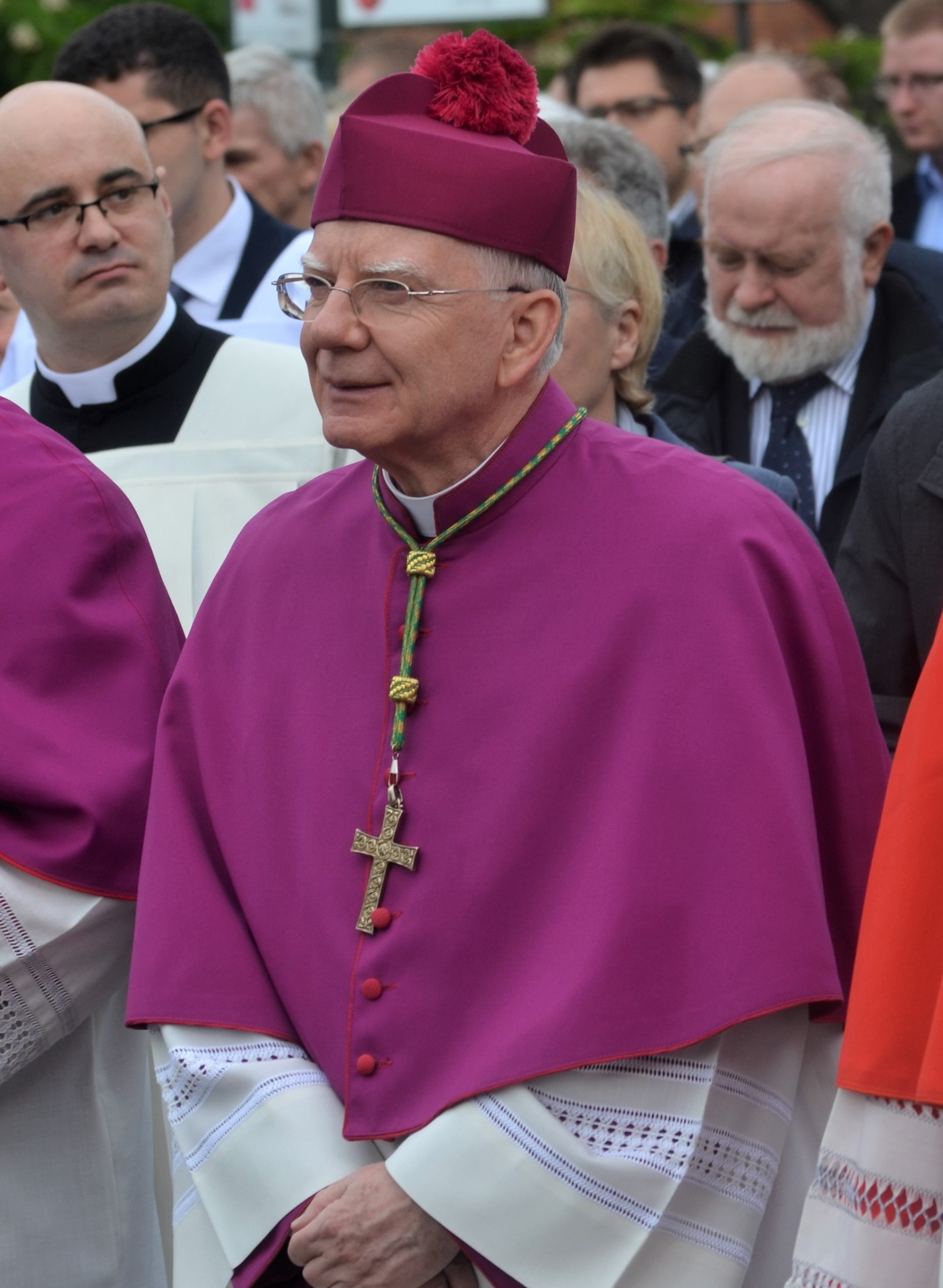
Marek Jędraszewski en 2019

Marek Jędraszewski (n. Poznan, Polonia, 24 de julio de 1949) es un arzobispo católico, profesor, editor, teólogo y filósofo polaco. Fue ordenado sacerdote en mayo de 1973 para la arquidiócesis de Poznan, en la cual desempeñó todo su ministerio sacerdotal. También durante esa época estuvo trabajando como profesor universitario.
En mayo de 1997, el papa Juan Pablo II le nombró obispo auxiliar y vicario general de Poznan, así como obispo de la sede titular de Forlimpopoli.
Luego en julio de 2012, Benedicto XVI le nombró arzobispo metropolitano de Lodz, hasta actualmente que desde el 8 de diciembre de 2016 es el nuevo Arzobispo Metropolitano de Cracovia.

## Biografía

### Inicios, formación y sacerdocio
Nació un 24 de julio del año 1949 en la ciudad polaca de Poznan, perteneciente al Voivodato de Gran Polonia.
Después de completar sus estudios secundarios descubrió su vocación religiosa, lo que le llevó en 1967 a ingresar en el Seminario Mayor de Poznan. 
También asistió a la facultad teológica de la Universidad Adam Mickiewicz de Poznan donde se licenció en Teología.
A la edad de 24 años, el día 24 de mayo de 1973 fue ordenado sacerdote para la arquidiócesis de Poznań por el entonces arzobispo metropolitano, Antoni Baraniak.
Tras su ordenación sacerdotal comenzó ejerciendo como vicario parroquial en la Iglesia de San Martín de la ciudad de Ostrów Wielkopolski, hasta 1975 que se trasladó temporalmente a Italia para estudiar en la Pontificia Universidad Gregoriana de Roma, donde en junio de 1977 se licenció en Filosofía y el 20 de diciembre de 1979 obtuvo el doctorado defendiendo una tesis titulada "Relaciones intersubjetivas en la filosofía de Lévinas" con la que logró que el Papa Juan Pablo II le otorgara una medalla de oro.
Desde que regresó a Polonia en 1980 hasta 1996 ha ido ejerciendo numerosas funciones:
Ha sido profesor y más tarde jefe del Departamento de Filosofía Cristiana de la misma facultad teológica de la Universidad Adam Mickiewicz de Poznan en la que estudió. Fue prefecto de disciplina en el Seminario Mayor de Poznan en el cual también estudió. Fue uno de los organizadores del viaje pastoral que hizo Juan Pablo II en junio de 1983. Fue editor y más tarde redactor jefe del semanario diocesano “Przewodnik Katolicki” (La Guía Católica). Se desempeñó como vicario episcopal para la ciencia, la cultura y las comunicaciones sociales, y presidente del Departamento del Ministerio Académico de la Curia. 
La Asamblea Plenaria de la Conferencia Episcopal de Polonia que se reunió en Rzeszów, lo eligió como asesor de la Congregación para la Doctrina de la Fe de la Santa Sede.
Fue nombrado profesor visitante de la Pontificia Universidad Lateranense de Roma.
Y obtuvo la habilitación en la facultad filosófica de la Pontificia Universidad Juan Pablo II de Cracovia, por la cual años más tarde recibió el título de profesor de teología, con una tesis titulada "Jean-Paul Sartre y Emmanuel Lévinas - en busca de un nuevo humanismo: un estudio analítico comparativo".

## Episcopado

### Obispo Auxiliar de Poznan
El 17 de mayo de 1997, el Santo Padre Juan Pablo II lo nombró obispo titular de Forlimpopoli y obispo auxiliar de la arquidiócesis de Poznan.
Como lema se puso la frase en latín "Scire Christum", que en español significa "Conocer a Cristo".
Recibió la consagración episcopal el 29 de junio de ese año en la Catedral y basílica de San Pedro y San Pablo, a manos del entonces arzobispo metropolitano, Juliusz Paetz. Tuvo como co-consagrantes al entonces secretario del Tribunal Supremo de la Signatura Apostólica, Zenon Grocholewski y al entonces arzobispo de Szczecin-Kamień Pomorski, Marian Przykucki.

### Arzobispo de Lodz
El 11 de julio de 2012, el Santo Padre Benedicto XVI lo nombró VI arzobispo metropolitano de la arquidiócesis de Lodz, en sucesión de Władysław Ziółek.
Tomó posesión oficial de este cargo el 8 de septiembre y recibió el palio el 29 de junio de 2013 a manos del nuevo papa Francisco en la Basílica de San Pedro de la Ciudad del Vaticano.
El 30 de noviembre del mismo año también fue elegido miembro de la Congregación para la Educación Católica, por un período de cinco años renovable.

### Arzobispo de Cracovia
El 8 de diciembre de 2016, el Papa Francisco lo nombró LXXIX arzobispo metropolitano de la arquidiócesis de Cracovia, en sucesión del cardenal Stanisław Dziwisz que renunció tras alcanzar los límites de edad establecidos.
Tomó posesión de esta nueva arquidiócesis el 28 de enero de 2017 tras una ceremonia especial de bienvenida que tuvo lugar en la Catedral de Wawel.
Al mismo tiempo en la actualidad se desempeña como vicepresidente de la Conferencia Episcopal de Polonia, miembro del Consejo Permanente de la misma, miembro de la Comisión para la Educación Católica, miembro de la Sección de Ciencias Filosóficas de la Comisión de la Fe y desempeña varias funciones dentro del Consejo de Conferencias Episcopales de Europa (CCEE).

## Amistad con Juan Pablo II
Marek Jędraszewski era un amigo íntimo del Papa Juan Pablo II y los dos se hicieron amigos en el año 1975 cuando Jędraszewski residía en el Colegio Polaco de la ciudad de Roma mientras estudiaba en Pontificia Universidad Gregoriana. Juan Pablo II que por entonces era el cardenal Karol Józef Wojtyła, también residía en el Colegio Polaco cuando estaba en Roma y demostró un gran interés en los trabajos que desempeñaban los estudiantes y también le gustaba la filosofía y encontraba interesantes los estudios de Jędraszewski. Los dos a menudo discutían varios temas juntos. Ambos mantuvieron contacto mediante correspondencia personal entre sí cuando Wojtyła se convirtió en papa en 1978, y esto aumentó cuando Jędraszewski se convirtió en obispo.